# Paramaccani
I paramaccani (Paramacas in francese, Paramacaners in olandese, Paramaka o Paamaka in paramaccano) sono un gruppo etnico risiedente in Sudamerica, lungo il medio corso del fiume Maroni. Il loro nome deriva dal fiume Paramacca, affluente del Marowijne che scorre nel distretto del Sipaliwini.
Discendenti da cimarroni (schiavi fuggiti ai loro padroni nelle colonie della Guyana francese e Guyana olandese) rifugiatisi originariamente sulle isole di Langa Tabiki e Badaa Tabiki nel XVII secolo, attualmente i paramaccani vivono in massima parte in Suriname (principalmente nel distretto del Marowijne nella parte nord-orientale del Paese, oltre che nelle periferie della capitale Paramaribo dove numerosi paramaccani si sono rifugiati durante la guerra civile del Suriname), ma anche in Guyana francese (soprattutto nei comuni di Apatou e Saint-Laurent-du-Maroni, le cui comunità sono cresciute durante la seconda metà degli anni ottanta accogliendo i rifugiati dalla guerra civile).
I paramaccani parlano una lingua creola, il paramaccano, notabilmente basato sull'inglese e sul portoghese piuttosto che sul francese e l'olandese, dai quali tuttavia prendono numerosi prestiti, così come dalle lingue africane. Francese (in Guyana) e olandese (in Suriname) sono conosciuti dalla maggior parte dei paramaccani, in quanto lingue ufficiali dei territori da essi abitati.
I paramaccani hanno vissuto nascosti nel folto della foresta cercando di evitare il contatto coi bianchi fino alla fine del XIX secolo, ritornando allo stile di vita dei propri antenati africani ed organizzandosi in villaggi guidati da un capotribù e vivendo di caccia e raccolta, ma soprattutto di pesca ed altre attività legate all'acqua. In particolare, essi si sono rivelati ottimi costruttori di canoe e piroghe, mediante le quali hanno per decenni trasportato merci e persone da una sponda all'altra del fiume Maroni, compito che alcuni di essi svolgono ancora attualmente lavorando come barcaioli.